# ゴーラ語
ゴーラ語（ゴーラご、ゴーラ語・マケドニア語・ブルガリア語:Горански）、ゴランスキ、あるいはナシンスキ（Нашински）は、ゴーラ人によって話される言語で、南スラヴ語群に属する。
1991年、ユーゴスラビア社会主義連邦共和国による国勢調査では、ゴーラ基礎自治体の人口の54.8%が自らの言語を「ゴーラ語」であると答え、この比率は民族的に「ゴーラ人」を自認する者の割合とほぼ一致している。ゴーラ自治体の住民のうち半分弱は自らの言語をセルビア語であるとした。
2007年、ブルガリア科学アカデミーの支援と印刷によって、初のゴーラ語・アルバニア語辞典（約43,000語を収録）が出版された。著者はナジフ・ドクレ（Nazif Dokle）であり、ドクレはゴーラ語を「ブルガリア語の方言であり、マケドニア北部で話されているブルガリア語の方言と同一」とした。マケドニア語の方言学の分野では、ゴーラ語はマケドニア語の方言であるとする主張もある。しかし、ゴーラ人の多くは、ゴーラ語は独自の言語であると考えている。

## 言語名別称
- ゴランスキ
- ナシンスキ